# Georg Kuphaldt
Georg Friedrich Ferdinand Kuphaldt, né le 6 juin 1853 à Plön et mort le 14 avril 1938 à Berlin, est un architecte paysagiste allemand fameux de l'époque wilhelminienne qui fut surtout actif dans l'Empire russe avant 1914.

## Biographie
Kuphaldt naît dans la famille d'un professeur de lycée de la petite ville de Plön. Après avoir reçu son baccalauréat, il étudie l'art paysager pendant deux ans au parc du château d'Eutin, puis à l'institut de pomologie de Reutlingen et au jardin zoologique de Cologne et enfin à l'école royale d'art paysager de Potsdam. Il est nommé en 1878, après avoir réussi ses examens, jardinier en chef de l'arrondissement de Prignitz-de-l'Est (de) de la province de Brandebourg.
Kuphaldt est nommé à l'âge de vingt-sept ans directeur des jardins de la ville de Riga, alors capitale du gouvernement de Livonie en Russie impériale. Il va pendant trente-quatre ans dessiner et aménager les nouveaux espaces verts de la ville et de la province dont les structures subsistent de nos jours. Il agrandit notamment le jardin public le plus ancien de Riga, le jardin de Wöhrmann, en 1881. Il crée la plupart des espaces verts de la ville et devient l'un des paysagistes des plus prisés de la cour de Saint-Pétersbourg, ainsi que de l'aristocratie russe et de la noblesse allemande de la Baltique. Il dessine ainsi sur concours le jardin à la fontaine devant la façade occidentale du Palais d'hiver de Saint-Pétersbourg (1895), et devient grâce à cela inspecteur de plusieurs parcs impériaux qu'il réaménage, comme le parc d'Oranienbaum, de même qu'à Nijni Novgorod. Il crée aussi le parc impérial de Dagomys à côté de Sotchi. Il aménage également le parc de Tsarskoïe Selo, le parc du château de Catharinenthal près de Reval (aujourd'hui Tallinn), l'Esplanade de Riga (1902), le parc d'Arcadie (1909-1911) de Riga, une partie du cimetière de la Forêt de Riga, le Jardin de la paix à Riga, le parc de Pernau, etc.
Le « roi du sucre » Leopold Koenig lui commande aussi son parc de Charovka, dans le gouvernement de Kharkov, et son fils, le professeur Alexander Koenig, celui du château de Blücherhof dans le Mecklembourg. Certains parcs qui subsistent actuellement sont visibles aujourd'hui dans d'anciens domaines seigneuriaux de la Baltique comme le parc de Schagarren, le parc du château de Kechtel, celui du château de Loal, du manoir d'Ollustfer, du manoir de Wissust (de), du château de Pollenhof, du château de Toila appartenant au richissime Grigori Elisseeff (ru) (1899-1901), ainsi que le parc de Libau (aujourd'hui Liepaja), etc. Kuphaldt se plaît à acclimater dans ces régions nordiques toute sorte d'arbres, et même des arbres fruitiers. Il publie d'ailleurs à ce sujet en 1896 Die Rationelle Obstbau in den Nordwestlichen Provinzen des russisches Reiches: ein Handbuch der Obstkultur für Gärtner und Gartenfreunde. Il est également appelé à des créations en province de Prusse-Orientale, à Wiesbaden, à Heidelberg et à Nice.
Kuphaldt épouse à Riga en 1884 Martha Kroepsch qui lui donne cinq enfants (Dora, Erika, Ingeborg, Hermann et Hans). Le déclenchement de la guerre de 1914-1918 met fin brutalement à sa carrière en Russie. Il est même accusé un temps d'espionnage, à cause du télescope qu'il avait fait installer chez lui et à cause de son appartenance à la ligue de la flotte allemande. Il est mis aux arrêts pendant presque cinq mois et finalement expulsé.
Il devient en août 1915 inspecteur des jardins de Berlin-Steglitz et il est nommé pendant la durée de la guerre doyen de l'école d'art paysager de Dahlem. Avant de prendre sa retraite à l'âge de soixante-dix ans, Kuphaldt aménage la roseraie de Steglitz et le parc de la Breitenbachplatz (de). Il se consacre ensuite à l'écriture d'ouvrages, comme Die Praxis der angewandten Dendrologie im Park und Garten, paru en 1927, et il est encore à l'origine de plusieurs plans dendrologiques à Berlin.